# Comitatul Vilas, Wisconsin
Comitatul Vilas este unul din cele 72 de comitate din statul Wisconsin din Statele Unite. Sediul acestuia este Eagle River. Conform recensământului din anul 2000, populația sa a fost 21.033 de locuitori.

## Demografie
|  | Graficele sunt indisponibile din cauza unor probleme tehnice. Mai multe informații se găsesc la Phabricator și la wiki-ul MediaWiki. |

Date: Wikidata - grafică realizată de Wikipedia